# 德雷頓 (喬治亞州)
德雷頓（英語：Drayton）是位於美國喬治亞州杜利縣的一個非建制地區。該地的面積和人口皆未知。

## 地理
德雷頓的座標為32°04′27″N 83°57′20″W / 32.07417°N 83.95556°W，而該地的平均海拔高度為90米（即295英尺）。